# Ротар Іван Тимофійович
Ротар Іван Тимофійович (24 лютого 1873, Мліїв, Київська губернія — 2 березня 1905, Катеринодар) — український учитель та громадський діяч на Кубані, письменник.

## Біографія
Народився в родині священика чи фельдшера в містечку Мліїв Київської губернії. Мав брата Петра. Навчався у школі в Городищі У 1894 році закінчив Київську духовну семінарію, а 1898 року — Московську духовну академію.
Працював учителем у Млієві, Городищі, Києві. 1900 року переїхав до Катеринодару, 1902 до нього приєднався брат. Викладав історію та російську мову в жіночому єпархіальному училищі, школах у станицях Полтавській та Ладозькій, з 1903 — у Кубанській учительській семінарії.
Створив та очолив «Чорноморську громаду», яка стала кубанською філією Революційної української партії. Очолював також кубанське відділення «Просвіти». Користувався великою популярністю в українофільних колах.
Помер 1905 року від інфаркту, під час похорону близько 500 осіб влаштували маніфестацію, співали «Ще не вмерла Україна». Некролог опублікував Симон Петлюра. За рік помер і Петро Ротар.
Був одружений. 1918 року дружина Галина Василівна започаткувала українську гімназію в Катеринодарі.

## Творчість
Автор оповідання «Не в руку», збірки поезій «Сопілочка». У 1901 році в журналі «Киевская старина» вийшла монографія Івана Ротара «Епифаній Славинецкій, литературный дЂятель XVII в.». Рецензію на монографію дав Іван Франко.